# 头皮屑

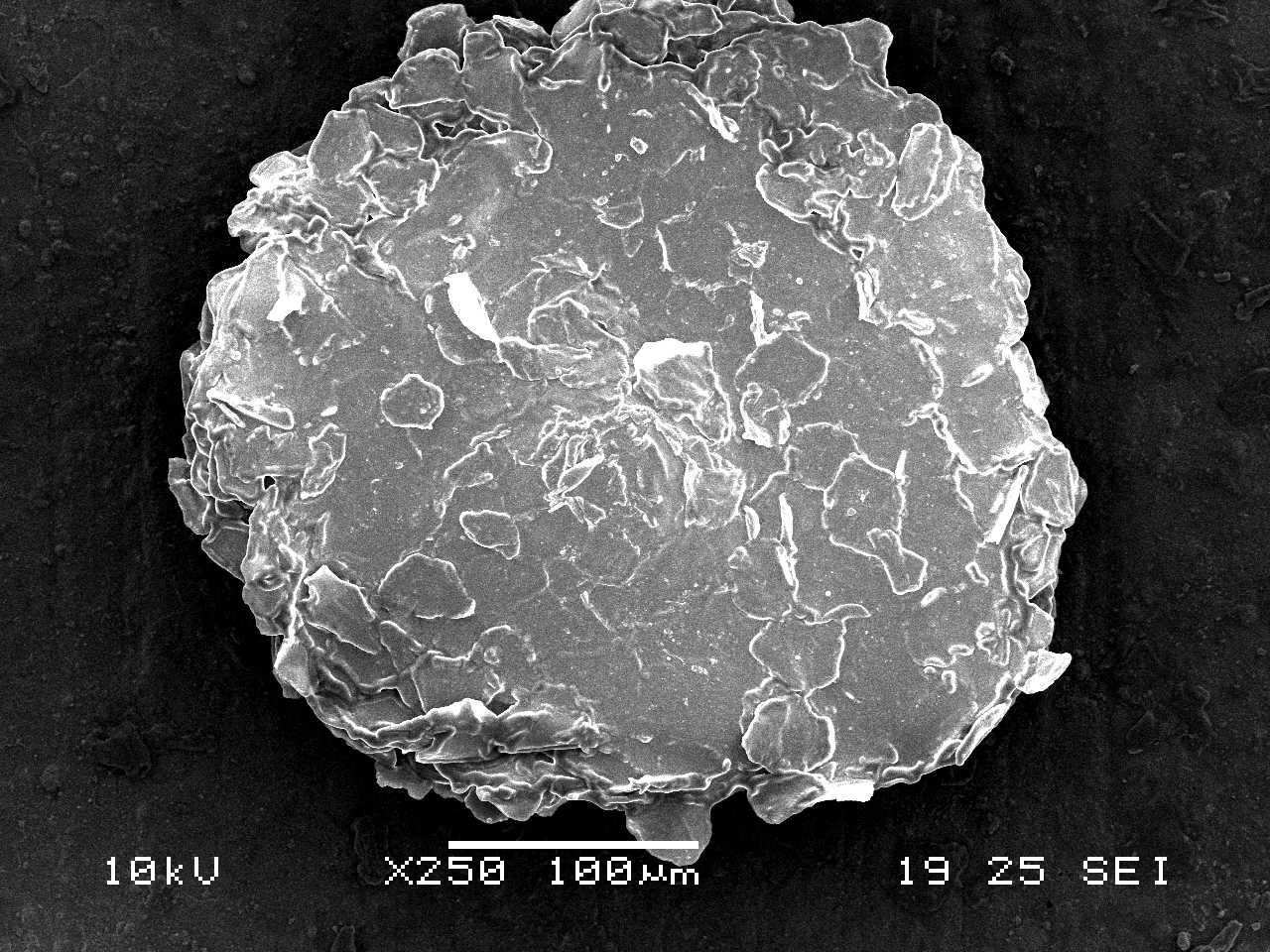
掃描電子顯微鏡下的頭皮屑

頭皮屑（英語：Dandruff）是頭皮表層的角質皮質細胞老化、剝落形成的薄片状物質。一般的皮膚代謝會有穩定的代謝周期，健康狀態下的皮膚會經歷生長、角質化和死亡脫落，因此頭皮屑的產生本屬正常現象。頭皮太乾、太油都可能產生頭皮屑。頭皮屑有時也是頭皮健康的警示。

## 生理性頭皮屑與病理性頭皮屑
在某些因素的刺激之下（例如情緒壓力、氣候變化、飲食作息、皮膚表面刺激、感染因子），皮膚便會產生發炎現象，進而改變皮膚的代謝循環，使表面油脂增多，原先透明、少量的皮膚細胞便會結塊、產生較大型的脫落現象，如果這個現象並沒有持續過長時間、也沒有過度的發炎反應，通常是屬於生理性頭皮屑現象。
然而，一旦發炎現象失去控制、加上外在破壞因素（搔抓、化學刺激、過度清潔破壞）介入，使得皮膚生長代謝失去平衡，開始產生表面發紅、癢感加重、油脂與分泌物大量增加、角化加速、脫屑明顯的情形，這樣的狀態，便是屬於病理性頭皮屑問題。一般而言，常見的病理性頭皮屑分類可以歸類為四大類型：脂漏性皮膚炎、乾癬性皮膚炎、接觸性皮膚炎、感染性皮膚炎與毛囊炎。

## 頭皮屑的改善方式
許多人認為是清潔不足才會造成頭皮屑很多，所以自行購買開架式的抗屑洗髮精使用。然而許多標榜抗屑效果的清潔洗髮精可能含有刺激性的化學物質，在皮膚受損的情況下使用，反而可能造成二度傷害，產生“接觸性皮膚炎”的問題，因此在含藥的抗屑洗髮精選用上，建議諮詢專業醫事人員而非自行擅用。
避免使用過度刺激的洗髮精、頭髮造型品（如髮蠟、髮膠）、保持良好睡眠與營養等，亦可能有助於避免過多頭皮屑生成。
如果頭皮屑的症狀持續時間過久、症狀程度持續加重，就需要思考頭皮的發炎狀態，是否已經超過身體可以自行調節的能力範圍，皮膚代謝狀態已經失去控制，或是有其他加重因子的可能。如此便會建議就醫，讓專業醫師找出致病的原因、對症下藥。